# Joe Keery
Joseph David Keery, detto Joe, noto anche con lo pseudonimo di Djo (Newburyport, 24 aprile 1992), è un attore e musicista statunitense, noto per il ruolo di Steve Harrington nella serie televisiva Stranger Things.

## Biografia
Keery è cresciuto a Newburyport, in Massachusetts, dove ha frequentato la River Valley Charter School per la scuola elementare e media, e poi la Newburyport High School. È il secondo di cinque figli ed è cresciuto circondato da 4 sorelle. Durante i suoi anni più giovani ha frequentato il Theatre in the Open, un campo di arti performative al Maudslay State Park, ma alla fine ha iniziato a recitare al liceo, esibendosi lì inizialmente per l'insistenza di sua sorella. Keery ha continuato a studiare alla Theatre School presso la DePaul University e si è laureato nel 2014.

## Carriera

### Recitazione
Dopo essersi diplomato alla DePaul, Keery partecipò a oltre cento audizioni. Prima del suo ruolo da protagonista in Stranger Things, Keery è apparso in una pubblicità KFC, Domino e amiibo e ha avuto ruoli in Empire e Chicago Fire. La sua prima apparizione in un lungometraggio fu nell'indie di Stephen Cone, Henry Gamble's Birthday Party.
Alla fine del 2015, Keery è stato scritturato in Stranger Things. Inizialmente fece un'audizione per il ruolo di Jonathan Byers, ma in seguito mandò un nastro per il suo personaggio, Steve Harrington. È stato promosso dal cast ricorrente in una serie regolare per la seconda stagione di Stranger Things, che ha debuttato il 27 ottobre 2017. Il personaggio viene ripreso nel videogioco Dead by Daylight nelle vesti di "survivor". 
Nel 2021 ottiene un ruolo nel film Free Guy - Eroe per gioco e nel 2024 per Finalmente l'alba di Saverio Costanzo.

### Musica
Oltre alla recitazione, Keery è anche un musicista. È stato uno dei chitarristi e membro fondatore della band garage e psych-rock di Chicago Post Animal. Il loro EP di debutto è stato pubblicato nell'ottobre 2015. L’album di debutto della band, When I Think Of You In A Castle, è stato pubblicato nell'aprile 2018 e ha visto Keery che ha contribuito sia alla chitarra che alla voce. A partire dal 2017, tuttavia, Keery non è più un membro del gruppo a causa di impegni con la recitazione. 
Il 19 luglio 2019 produce il singolo Roddy con il soprannome di Djo. Poche settimane dopo, il 9 agosto, pubblica il suo secondo singolo intitolato Chateau (Feel Alright). Il 13 settembre 2019 esce il suo album di debutto Twenty Twenty.
Il 9 settembre 2020 ha pubblicato il nuovo singolo Keep Your Head Up. Nel 2022 ha preso parte a un tour musicale estivo e nel settembre dello stesso anno esce il suo secondo album Decide, assieme all'uscita di un altro singolo, Change.
Nel 2024 la sesta traccia dell'album, End of Beginning, è stata pubblicata come singolo dopo aver guadagnato grande popolarità ed essere diventata virale sui social media.

## Filmografia

### Attore

#### Cinema
- Henry Gamble's Birthday Party, regia di Stephen Cone (2015)
- The Charnel House, regia di Craig Moss (2016)
- Molly's Game, regia di Aaron Sorkin (2017)
- After 5 - Capitolo finale, regia di Hannah Marks e Joey Power (2018)
- Slice, regia di Austin Vesely (2018)
- How to Be Alone, regia di Kate Trefry - cortometraggio (2019)
- Spree, regia di Eugene Kotlyarenko (2020)
- Free Guy - Eroe per gioco (Free Guy), regia di Shawn Levy (2021)
- Finalmente l'alba, regia di Saverio Costanzo (2024)
- Marmalade, regia di Keir O'Donnell (2024)

#### Televisione
- Sirens – serie TV, episodio 2x06 (2015)
- Chicago Fire – serie TV, episodi 3x16-3x17 (2015)
- Empire – serie TV, episodio 1x12 (2015)
- Stranger Things – serie TV, 33 episodi (2016-2022)
- Death to 2020, regia di Al Campbell e Alice Mathias – special TV (2020)
- Death to 2021, regia di Jack Clough e Josh Ruben – special TV (2021)
- Fargo – serie TV, 10 episodi (2023-2024)

### Doppiatore
- No Activity – serie TV, 2 episodi (2019-2021)

## Doppiatori italiani
Nelle versioni in italiano delle opere in cui ha recitato, Joe Keery è stato doppiato da:
- Alessandro Campaiola in Stranger Things[4], Free Guy - Eroe per gioco, Fargo
- Emanuele Ruzza in Molly's Game

## Discografia

### Come Djo

#### Album in studio
- 2019 – Twenty Twenty
- 2022 – Decide
- 2025 - Crux

### Come Post Animal

#### Album in studio
- 2018 – When I Think of You in a Castle

#### Extended play
- 2015 – Post Animal Perform the Most Curious Water Activities
- 2016 – The Garden Series

## Riconoscimenti
- 2017 – Screen Actors Guild Awards
  - Miglior cast in una serie drammatica per Stranger Things (con Millie Bobby Brown, Cara Buono, Joe Chrest, Natalia Dyer, David Harbour, Charlie Heaton, Gaten Matarazzo, Caleb McLaughlin, Matthew Modine, Rob Morgan, John Reynolds, Winona Ryder, Noah Schnapp, Mark Steger e Finn Wolfhard)
- 2018 – Screen Actors Guild Awards
  - Nomination Miglior cast in una serie drammatica per Stranger Things (con Sean Astin, Millie Bobby Brown, Cara Buono, Joe Chrest, Catherine Curtin, Natalia Dyer, David Harbour, Charlie Heaton, Gaten Matarazzo, Caleb McLaughlin, Dacre Montgomery, Paul Reiser, Winona Ryder, Noah Schnapp, Sadie Sink e Finn Wolfhard)
- 2018 – Teen Choice Awards
  - Nomination Miglior crisi isterica per Stranger Things
- 2020 – Screen Actors Guild Awards
  - Nomination Miglior cast in una serie drammatica per Stranger Things (con Millie Bobby Brown, Cara Buono, Jake Busey, Natalia Dyer, Cary Elwes, Priah Ferguson, Brett Gelman, David Harbour, Maya Hawke, Charlie Heaton, Andrey Ivchenko, Gaten Matarazzo, Caleb McLaughlin, Dacre Montgomery, Michael Park, Francesca Reale, Winona Ryder, Noah Schnapp, Sadie Sink e Finn Wolfhard)
- 2020 – Sunset Film Circle Awards
  - Nomination Best Breakthrough per Spree
- 2022 – Hollywood Critics Association Television Awards
  - Nomination Best Supporting Actor in a Streaming Series, Drama per Stranger Things